# David González Ballesteros
David González Ballesteros (Burgos, Castilla y León, 22 de junio de 2002), más conocido deportivamente como David González, es un futbolista español que juega como centrocampista en el Burgos C. F. de la Segunda División de España.

## Trayectoria
Nacido en Burgos, Castilla y León, González es un jugador formado en las categorías inferiores del Burgos CF y del Club Deportivo Numancia de Soria antes de incorporarse el 21 de junio de 2019 a La Fábrica del Real Madrid CF. 
El 24 de abril de 2021, hizo su debut con el Real Madrid Castilla Club de Fútbol, en la derrota fuera de casa por 2-0 en Segunda División B de España ante el Extremadura UD.
El 2 de junio de 2021, González renovó su contrato con el Real Madrid CF, ascendiendo definitivamente al filial en la Primera División RFEF, y fue convocado para la pretemporada con la primera plantilla el mes siguiente. El 26 de julio de 2022, después de solo cuatro partidos durante la temporada 2021-22, fue cedido al Club Deportivo Numancia de Soria de Segunda RFEF por un año.
En noviembre de 2022, González sufrió una lesión en la rodilla que lo mantuvo fuera por el resto de la temporada 2022-23. 
El 16 de julio de 2024, González regresó al Burgos C. F. de la Segunda División de España, firmando un contrato de tres años. Hizo su debut profesional el 18 de agosto de 2024, reemplazando a Álex Sancris en la victoria en casa por 3-1 sobre el FC Cartagena.

## Clubes
| Club                                      | País   | Años          |
| ----------------------------------------- | ------ | ------------- |
| Real Madrid Castilla Club de Fútbol       | España | 2021-2024     |
| Club Deportivo Numancia de Soria (cedido) | España | 2022-2023     |
| Burgos CF (cedido)                        | España | 2024-presente |